# Xã Webber, Quận Jefferson, Illinois
Xã Webber (tiếng Anh: Webber Township) là một xã thuộc quận Jefferson, tiểu bang Illinois, Hoa Kỳ. Năm 2010, dân số của xã này là 2.323 người.